# Phthonoloba altitudinum
Phthonoloba altitudinum är en fjärilsart som beskrevs av Louis Beethoven Prout 1931. Phthonoloba altitudinum ingår i släktet Phthonoloba och familjen mätare. Inga underarter finns listade i Catalogue of Life.